# Pacsai Márta
Pacsai Márta, Megyeri Sándorné (Dorog, 1952. augusztus 29. –)  magyar válogatott kézilabdázó, olimpikon. Pályafutása során a sportsajtóban Megyeriné és Megyeriné Pacsai Márta néven szerepelt. Jelenleg Budapesten gyermekével, Megyeri Zoltánnal él.

## Pályafutása
Korán került el Dorogról Budapestre. A Csepeli Sport Club játékosa volt, ahol átlövő poszton játszott 1969–1982 között. Nevelőedzője Lengyel Gábor volt. 1976-ban a Magyar Népköztársasági Kupa ezüstérmese, a Hungerhotels Kupa és az Odesszai Torna győztese, 1977-ben pedig bronzérmes a kupagyőztesek Európa-kupájában. 1972-től lett tagja a magyar női kézilabda-válogatottnak, ahol 1978-ig 75 alkalommal lépett pályára. Két alkalommal szerepelt világbajnokságon. Előbb az 1973-as Jugoszláviában megrendezett világbajnokságon negyedik, majd 1975-ben a Szovjetunióban rendezett világbajnokságon bronzérmes. Az 1976-os montreáli olimpián bronzérmes csapat tagja volt. Jelenleg is a fővárosban él. Részt vett a millenniumi ünnepségen Dorogon 2001-ben, amelynek keretén belül avatták a Dorogi olimpikonok falát. Rokoni kapcsolatai lévén is gyakran fordul meg Dorogon.

## Sikerei, díjai
- Olimpiai játékok
  - bronzérmes: 1976, Montreal
- Világbajnokság
  - bronzérmes: 1975
  - 4.: 1973
- Magyar kupa
  - döntős: 1976
- Hungerhotels Kupa
  - győztes: 1976
- Odesszai Torna
  - győztes: 1976
- kupagyőztesek Európa-kupája
  - bronzérmes: 1977